# Isidro Ortiz
Isidro Ortiz (Plasencia, 13 settembre 1963) è un regista spagnolo.

## Biografia
Compie i suoi primi studi presso il London Film School e consegue con il suo cortometraggio Hermetikoa il primo premio del Festival internazionale del cinema di San Sebastián.
Nel 1983 inizia a lavorare come montatore dei servizi informativi della TV spagnola (TVE). 

## Filmografia
- Fausto 5.0 (2001)
- Sangre (2003)
- Somne (2005)
- Shiver (2008)